# Stărmen, Ruse
Stărmen (în bulgară Стърмен) este un sat în comuna Beala, regiunea Ruse,  Bulgaria. 

## Demografie
Componența etnică a satului Stărmen
     Bulgari (95,19%)
     Romi (2,24%)
     Nicio identificare (1,6%)
     Altele (0,96%)
La recensământul din 2011, populația satului Stărmen era de 312 locuitori. Din punct de vedere etnic, majoritatea locuitorilor (95,19%) erau bulgari, cu o minoritate de romi (2,24%). Pentru 1,6% din locuitori nu este cunoscută apartenența etnică.